# Route principale 14 (Suisse)
Pour les articles homonymes, voir H14 et Route 14.
La Route principale 14 est une route principale suisse reliant Schleitheim à Romanshorn au niveau du lac de Constance. 

## Parcours
- Schleitheim
- Schaffhouse
- Frauenfeld
- Weinfelden
- Amriswil
- Romanshorn